# Kasteel Terlinden (Aalst)
Het Kasteel Terlinden is een 18e-eeuws kasteel met park en hoeve, gelegen aan de Jacques Geerinckxsquare en de Raffelgemstraat aan de westkant van Aalst, Oost-Vlaanderen.

## Geschiedenis
De geschiedenis begint met een omwald pachthof met de naam 't goed ter Linden, gelegen in de "straete genaemt de twee Steentienis" (omgeving Oude Gentbaan/Paddenhoek) in de wijk Schouwbroek die een onderdeel uitmaakte van de vroegere Praterij Schaerbeek. De praterijen van Mijbeke en Schaerbeek, of het Aalsters buitengebied, hadden toen een oppervlakte van 1.800 ha.
In 1562 verkocht Diederik Buyl het hof aan Hendrik van der Meere. In 1646 werd het hof en toebehoren verkocht aan schepen Jan Coucken uit de Kapellestraat en omvatte dan boomgaarden, een weide en een motte evenals een hoplochting, meersen en land voor omtrent 22 dachwanden.
Het goed, dat omgeven was door een waterwal, besloeg samen met de nederhoeve in 1703 9 bunders d.i. ongeveer 11 ha. Nadien wisselde het nog enkele malen van eigenaar en verkochten de erfgenamen van Philippus 't Kint het in 1726 aan Josephus De Breemaeker. Dit met uitzondering van het neerhof dat verkocht werd aan Emanuel de Ruddere.

### Bouw van het kasteel
In 1775 werd de herenboerderij door een U-vormig kasteel vervangen, gebouwd op een rechthoekig eiland in het midden van de rechthoekig aangelegde vijver. Het werd gebouwd door Jaak Angelus Dierickx, voorzitter van de Raad van Vlaanderen die een fervente aanhanger was van het Oostenrijks bewind. Hij zorgde o.a. voor de verbetering en uitbreiding van het wegennet der Zuidelijke Nederlanden.
Na de Franse Revolutie was hij evenwel door de patriotten niet goed gezien en hij moest in 1794 vluchten naar Rijsel en Gent voor de Franse bezetters. De sansculotten namen het kasteel in beslag en richtten het in als hoofdkwartier voor hun administratie van de "garde magasin des vivres". Enkele jaren later werd het kasteel betrokken door citoyen Jan van Langenhove.
Tijdens de Restauratie kwam het kasteel in het bezit van baron Frederic Van der Noot de Vrecken, die van 1833 tot 1848 de eerste Aalsterse burgemeester werd in het onafhankelijke België. De dochter van Van der Noot was gehuwd met Eugeen Jelie die het kasteel na haar overlijden van haar erfde. Het stond te koop in 1910 en had toen een oppervlakte van 7 ha 36 a en 26 ca. De beheerder van het goed was, tot de verkoop in 1913, deurwaarder Willem Van Muylem, eigenaar van het gelijknamig kasteeltje dat op een boogscheut ligt van Terlinden.
Het domein werd in 1913 verkocht aan de familie Leon Geerinckx die er drie generaties zouden blijven. Ze lieten meteen een nieuw hoofdgebouw optrekken in neotraditionele stijl met aanpassing van de twee zijvleugels uit 1775 en het poortgebouw. Het smeedijzeren hek aan de ingang van de dreef was voorheen te Parijs gekocht op de Wereldtentoonstelling van 1889.
Leon Geerinckx die het kasteel volledig vernieuwde had vier zonen. Lieutenant Jacques Geerinckx, geboren te Aalst in 1913, vervoegde in W.O. II in de herfst van 1942 de Belgische Inlichtendienst te Londen. Hij keerde terug naar België als geheim agent. Bij de dropping per parachute op 14 mei 1943 boven het Luxemburgse Soy ging het mis met zijn parachute en vond hij een dramatische dood. Na de oorlog werd hem postuum een belangrijke Britse onderscheiding toegekend. Op 23 maart 1954 werd het plein palend aan de Terlindendreef / Boudewijnlaan / Sylvain Van der Guchtstraat naar hem genoemd als “square Jacques Geerrinckx”. De drie andere zonen erfden het kasteel en verkochten het op 17 mei 1965 aan de "Societé d'Etudes et de Réalisations Immobilières" of beter gekend de naam N.V. Etrimo.
Gedurende W.O. I verbleven in 1917 en 1918 de paters capucienen met hun noviciaat op het kasteel daar hun klooster op de Capucienenlaan door de Duitsers was bezet.
Tijdens W.O. II was het kasteel een schuilplaats voor officieren en Engelse piloten. Het park werd sinds 1932 regelmatig opengesteld door de familie Geerinckx voor de jeugdbewegingen, voornamelijk de Aalsterse scouts van Sint-Joris en Sint-Christoffel. De familie Geerinckx schonk ook de grond voor de oprichting van de nabij gelegen Sint-Annakerk.
Na uitvoering van hun bouwprojecten verkocht de NV Etrimo in 1978 het kasteel en park voor 3,4 miljoen frank aan de stad Aalst die het park openstelde voor het publiek. De oppervlakte bedroeg dan nog ongeveer 2 ha. Het kasteel werd ingericht als regionaal “ Centrum voor Economie en Middenstand”. Ook de diensten van Landbouw werden aldaar ondergebracht. Tevens was er tot 1 juni 2009 de Kamer van Koophandel-VOKA gevestigd.
Het Terlindenkasteel is sinds 2 juli 1987 een beschermd monument.

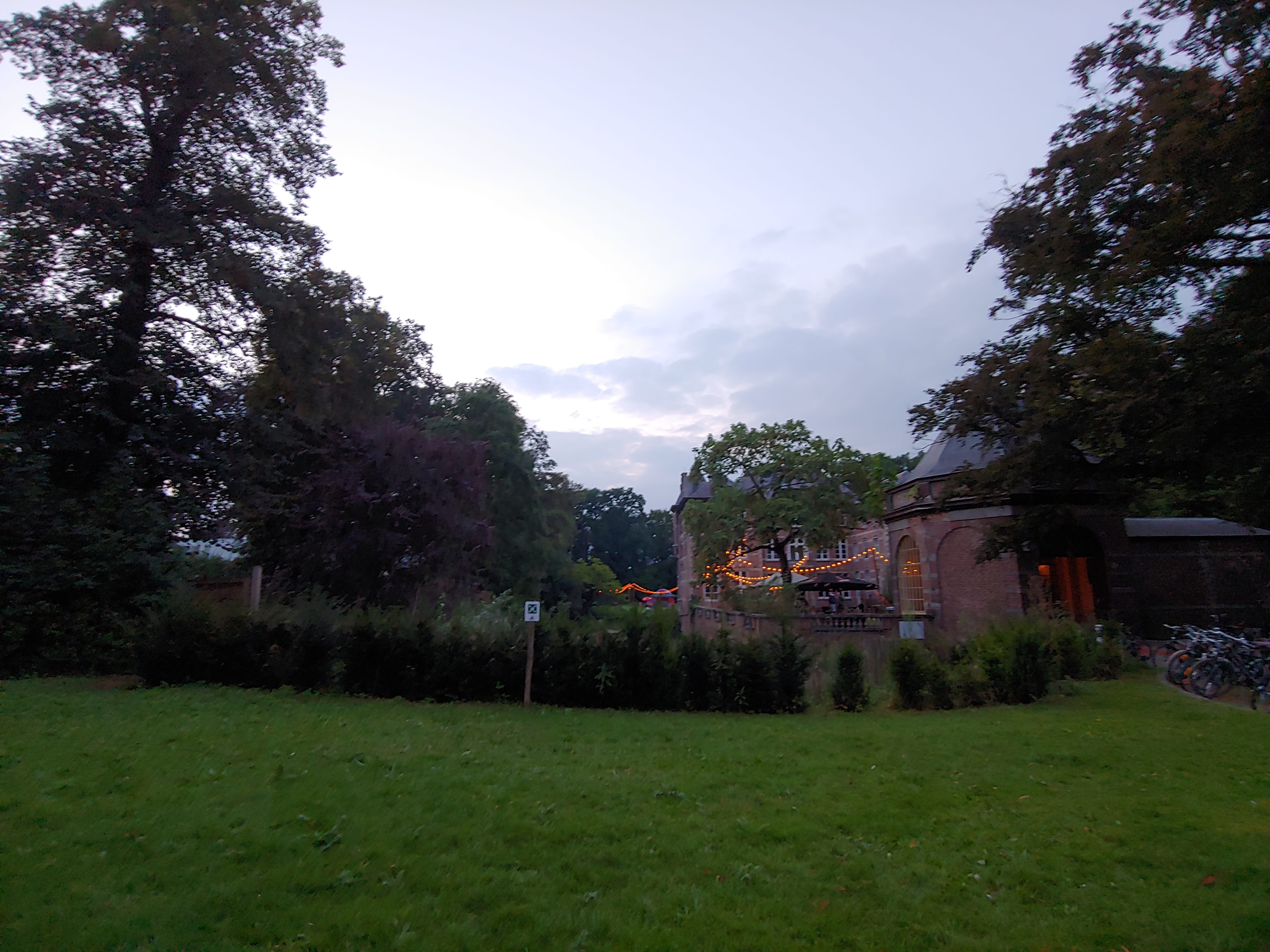

De Oranjerie werd volledig aangepast als filiaal van de stadsbibliotheek van Aalst. In 2007 waren er plannen om het kasteel Terlinden te verkopen wegens de zware onderhoudskosten.

## Het Kasteel van Verdoemenis
Aalstenaars vereenzelvigen het huidig kasteel Terlinden met het Kasteel van Verdoemenis. Er is evenwel een Grote en een Kleine Verdoemenis geweest in de Aalsterse geschiedenis, maar het verschil tussen beiden was nogal vaag en mistig en er werden veel mysterieuze verhalen over verteld.

### De Grote Verdoemenis
Deze lugubere naam werd in de volksmond gegeven aan het Hof Terlinden of het huidige Kasteel Terlinden. De oorsprong lag in het verblijf aldaar van pater Pasquier Quesnel die er zijn jansenistisch boek schreef "Motif de droit du père Quesnel". Deze pater was een getrouwe volgeling van de Ieperse bisschop Cornelius Jansenius (1585/1638). De bisschop was de stichter van de 17e–eeuwse richting in de Rooms-Katholieke Kerk, die de kerk wou hervormen naar een strenge calvinistische strekking. Ze verwierp o.a. de pauselijke macht en de Onbevlekte Ontvangenis van Maria, ze dienden slechts zelden de sacramenten toe en waren felle bestrijders van de jezuïeten.
Via meerdere pauselijke bullen werden ze in de ban van de kerk geslagen.
Ontsnapt uit de gevangenis van het aartsbisdom Mechelen, werd Quesnel opgevangen en gehuisvest door de toenmalige eigenaar van het goed namelijk priester t’ Kint. Een "ketter" in de ban van de kerk werd beschouwd als des duivels en gaf het Hof Terlinden, later Kasteel Terlinden, zijn naam “Kasteel van Verdoemenis”.
Deze benaming die wat weggedeemsterd was, kwam terug meer in de actualiteit op het einde van de Oostenrijkse periode als de toenmalige eigenaar Jaak Angelus Dierickx tijdens de Brabantse Omwenteling uit zijn kasteel werd verdreven. Bijkomend was de nabijheid van de galg op het Galgenveld, waar dagenlang de lijken van de opgeknoopte misdadigers hingen te bengelen en de kraaien naargeestig krasten, geen opwekkend beeld. Door een toeval is "le Père Quesnel" teruggekeerd naar zijn oude schuilplaats. De laatste eigenaars kochten bij toeval het geschilderd portret uit de 18e eeuw van een Aalsters antiquair en het siert nu de grote vergaderzaal.

### De Kleine Verdoemenis
Volgens sommige bronnen was dit het andere stenen gebouw of hof in de "straete genoemt de twee Steentiens", wat verderop in de richting van de Etrimo buildings. Een andere, maar zeker minder betrouwbare bron, situeert het goed op de plaats waar sinds 1895 het kasteeltje Van Muylem opgericht werd op de plaats waar voorheen de leprozerij van Aalst gelegen was. In het begin heette diens nieuw kasteelje "Hof te Siesegem".
Volgens het volksverhaal zou de laatste eigenaar zijn vrouw vermoord hebben door haar met een grote nagel door haar voorhoofd aan de deur vast te nagelen. Na haar lichaam enkele jaren in de tuin begraven te hebben ontgroef hij haar en ontvleesde de schedel. De schedel werd binnen op de tafel gezet zodat hij haar dagelijks kon bekijken en diende tevens als kaarsenhouder.
Na zijn overlijden werd het goed te koop gesteld maar er waren geen kopers. Het raakte in verval en had een luguber uitzicht. Het gerucht ging dat het niet pluis was rond de ruïne en dat het er spookte.